# Badin (Pakistan)
Pour les articles homonymes, voir Badin.
Badin (ourdou : بدین) est une ville du Pakistan, dans le District de Badin dans la province du Sind.
Elle a été fondée en 1750.
L'exploitation du pétrole et du gaz naturel ont commencé dans les années 1990.
Sa population était de 112 420 habitants en 2017.  En 2023, la population de la ville monte à 117 455 habitants.